# Cliorismia platyphallus
Cliorismia platyphallus är en tvåvingeart som beskrevs av Webb 2003. Cliorismia platyphallus ingår i släktet Cliorismia och familjen stilettflugor. Inga underarter finns listade i Catalogue of Life.